# Amphibolia assimilis
Amphibolia assimilis är en tvåvingeart som först beskrevs av Macquart 1851.  Amphibolia assimilis ingår i släktet Amphibolia och familjen parasitflugor. Inga underarter finns listade i Catalogue of Life.